# Thuộc địa vương thất
Thuộc địa vương thất (tiếng Anh: Crown colony) là một chính quyền thuộc địa cai trị bởi Anh và sau đó là Đế quốc Anh.
Những thuộc địa này được cai quản bởi một thống đốc được chỉ định bởi quốc vương và sau đó là bộ trưởng ngoại giao cho các thuộc địa.
Thuộc địa vương thất được đổi tên thành Lãnh thổ phụ thuộc của Vương quốc Anh vào năm 1981 và kể từ năm 2002, chúng chính thức được gọi là Lãnh thổ hải ngoại thuộc Anh.
Ngày nay, hầu hết các lãnh thổ phụ thuộc không phải do Vương quốc Anh trực tiếp quản lý mà có chính phủ riêng quản lý chúng và Vương quốc Anh chịu trách nhiệm bảo vệ, đối ngoại và các vấn đề kinh doanh của họ.
Họ không có đại diện trong Quốc hội Vương quốc Anh và các đề xuất đưa chúng vào như một phần của Vương quốc Anh đã bị từ chối.
Elizabeth II được biết đến trong những vùng lãnh thổ, như nữ hoàng của Vương quốc Anh, không giống như những gì xảy ra trong vương quốc của Khối Thịnh vượng chung các quốc gia, nơi Elizabeth II được gọi là nữ hoàng của các nước (ví dụ. Trong Canada bà được biết đến là Nữ hoàng Canada, Nữ hoàng Úc).
Mỗi lãnh thổ có một thống đốc được bầu bởi quốc vương của Vương quốc Anh, người làm việc như một đại diện của Chính phủ Hoàng đế. Các thống đốc chịu trách nhiệm và có quyền lực về an ninh trong lãnh thổ và của đại diện giữa lãnh thổ và Chính phủ Anh; họ cũng giải tán cơ quan lập pháp và hành động để thực thi luật pháp. Tùy thuộc vào mức độ quyền lực, họ có xu hướng mang tính biểu tượng hơn hoặc có liên quan lớn hơn. Tất cả các thống đốc thường đến từ Vương quốc Anh.

## Danh sách
Danh sách sau đây bao gồm các lãnh thổ thuộc về định cư, chinh phục hoặc thôn tính Vương quốc Anh hoặc một quốc gia Khối Thịnh vượng chung độc lập.
| Tên thuộc địa               | Từ   | Đến       | Lý do thay đổi địa vị |
| --------------------------- | ---- | --------- | --- |
| Aden                        | 1937 | 1967      | Trở thành một phần của Liên bang Nam Ả Rập. |
| Bahamas                     | 1718 | 1973      | Trở thành một Vương quốc Thịnh vượng chung độc lập. |
| Basutoland                  | 1884 | 1964      | Được Anh bảo hộ từ năm 1964; sau đó độc lập với tên Lesotho vào năm 1966. |
| Bermuda                     | 1684 | 1981      | Trở thành Lãnh thổ Phụ thuộc của Anh vào năm 1981. |
| Bechuanaland                | 1885 | 1895      | Trở thành một phần của British Cape Colony vào năm 1895. |
| Columbia                    | 1866 | 1871      | Trở thành một phần của Canada vào năm 1871. |
| Guiana                      | 1831 | 1966      | Trở nên độc lập với tên Guyana vào năm 1966. |
| Honduras                    | 1884 | 1981      | Trở nên độc lập với tên Belize vào năm 1981. |
| Miến Điện                   | 1937 | 1948      | Tách khỏi Ấn Độ thuộc Anh vào năm 1937 và trở thành một thuộc địa vương thất. |
| Tỉnh Canada                 | 1841 | 1867      | Trở thành một phần của Canada vào năm 1867. |
| Cape Colony                 | 1806 | 1910      | Trở thành một phần của Liên hiệp Nam Phi vào năm 1910. |
| Quần đảo Cayman             | 1962 | 1981      | Trở thành Lãnh thổ Phụ thuộc của Anh vào năm 1981. |
| Ceylon                      | 1815 | 1948      | Trở nên độc lập với tên Lãnh thổ tự trị Ceylon vào năm 1948. |
| Cyprus                      | 1914 | 1960      | Trở nên độc lập với tên Síp vào năm 1960. |
| Đông Florida                | 1763 | 1783      | Nhượng địa cho Tây Ban Nha, sau đó trở thành một phần của Hoa Kỳ. |
| Falkland Islands            | 1841 | 1981      | Trở thành Lãnh thổ Phụ thuộc của Anh vào năm 1981. |
| Gambia dưới sự bảo hộ       | 1888 | 1965      | Trở nên độc lập với tên Gambia vào năm 1965. |
| Georgia                     | 1755 | 1776      | Trở thành một phần của Hợp chúng quốc Hoa Kỳ vào năm 1776. |
| Gibraltar                   | 1713 | 1981      | Trở thành Lãnh thổ Phụ thuộc của Anh vào năm 1981. |
| Gold Coast                  | 1821 | 1957      | Trở nên độc lập vào năm 1957 với tên Ghana. |
| Hồng Kông                   | 1842 | 1997      | Thuộc địa vương thất cuối cùng, nhường địa cho Trung Quốc vào năm 1997, đánh dấu sự chấm dứt của Đế quốc Anh. |
| Jamaica                     | 1655 | 1962      | Trở nên độc lập vào năm 1962 với tên Jamaica. |
| Kenya                       | 1920 | 1963      | Hợp nhất với Kenya dưới sự bảo hộ vào năm 1963 để lập ra quốc gia độc lập Kenya. |
| Labuan                      | 1846 | 1890      | Quản trị bởi Công ty Đặc hứa Bắc Borneo trong thời gian 1890–1904. |
| Labuan                      | 1906 | 1946      | Sát nhập vào Các khu định cư Eo biển ngày 30 tháng 10 năm 1906. |
| Labuan                      | 1946 | 1963      | Sát nhập vào Bắc Borneo ngày 15 tháng 7 năm 1946. Trở thành một phần của Malaysia vào năm 1963. |
| Hạ Canada                   | 1791 | 1841      | Trở thành một phần của Tỉnh Canada vào năm 1841. |
| Malacca                     | 1946 | 1957      | Trở thành một phần của Liên bang Mã Lai vào năm 1957. |
| Malta                       | 1813 | 1964      | Trở nên độc lập vào năm 1964 với tên Nhà nước Malta. |
| Vịnh Massachusetts          | 1692 | 1776      | Trở thành bang Massachusetts của Hợp chúng quốc Hoa Kỳ vào năm 1776. |
| Mauritius                   | 1903 | 1968      | Trở nên độc lập với tên Mauritius vào năm 1968. |
| Natal                       | 1843 | 1910      | Trở thành một phần của Liên hiệp Nam Phi vào năm 1910. |
| Newfoundland                | 1825 | 1907      | Trở thành Lãnh thổ tự trị Newfoundland năm 1907, sau đó sát nhập vào Canada năm 1949. |
| New Hampshire               | 1692 | 1776      | Trở thành một phần của Hợp chúng quốc Hoa Kỳ vào năm 1776. |
| New Jersey                  | 1702 | 1776      | Trở thành một phần của Hợp chúng quốc Hoa Kỳ vào năm 1776. |
| New South Wales             | 1788 | 1901      | Trở thành một phần của Thịnh vượng chung Úc vào năm 1901. |
| New York                    | 1691 | 1776      | Trở thành một phần của Hợp chúng quốc Hoa Kỳ vào năm 1776. |
| New Zealand                 | 1841 | 1907      | Trở thành Lãnh thổ tự trị New Zealand vào năm 1907. |
| Nigeria                     | 1914 | 1960      | Trở nên độc lập với tên Nigeria vào năm 1960. |
| Đảo Norfolk                 | 1788 | 1914      | Được Úc cai trị từ năm 1914. Đảo tự quản từ năm 1979 đến năm 2015. |
| Bắc Borneo                  | 1946 | 1963      | Trở thành một phần của Malaysia vào năm 1963 với tên Sabah. Labuan tách khỏi Sabah vào năm 1984 để trở thành một Lãnh thổ Liên bang. |
| North Carolina              | 1729 | 1776      | Trở thành một phần của Hợp chúng quốc Hoa Kỳ vào năm 1776. |
| Penang                      | 1946 | 1957      | Trở thành một phần của Malaya vào năm 1957. |
| Quebec                      | 1763 | 1791      | Được phân chia giữa Thượng, Hạ Canada và Lãnh thổ Tây Bắc. |
| Queensland                  | 1859 | 1901      | Trở thành một phần của Thịnh vượng chung Úc vào năm 1901. |
| Saint Christopher and Nevis | 1882 | 1981      | Trở thành Lãnh thổ Phụ thuộc của Anh vào năm 1981. Independent vào năm 1983. |
| Sarawak                     | 1946 | 1963      | Trở thành một phần của Malaysia vào năm 1963. |
| Seychelles                  | 1903 | 1976      | Separated from British Mauritius vào năm 1903 and became a Crown Colony và giành độc lập vào năm 1976. |
| Sierra Leone                | 1808 | 1961      | Trở nên độc lập với tên Sierra Leone vào năm 1961. |
| South Úc                    | 1834 | 1901      | Trở thành một phần của Thịnh vượng chung Úc vào năm 1901. |
| South Carolina              | 1729 | 1776      | Trở thành một phần của Hợp chúng quốc Hoa Kỳ vào năm 1776. |
| Southern Rhodesia           | 1923 | 1965/1980 | Tuyên bố độc lập vào năm 1965 với tên Rhodesia, quốc gia này sau đó trở thành Zimbabwe Rhodesia, được Vương quốc Anh công nhận sự độc lập vào năm 1980 với tên Zimbabwe. |
| Singapore                   | 1946 | 1963      | Singapore trở thành một phần của Malaysia vào năm 1963; sau đó độc lập với tên Cộng hòa Singapore vào năm 1965. |
| Singapore                   | 1946 | 1946      | Labuan được sát nhập vào Bắc Borneo vào ngày 15 tháng 7 năm 1946. Bắc Borneo thành một phần của Malaysia vào năm 1963. |
| Singapore                   | 1946 | 1955      | Quần đảo Cocos (Keeling) thành một phần của Úc vào năm 1955. |
| Singapore                   | 1946 | 1957      | Đảo Giáng Sinh thành một phần của Úc vào năm 1957. |
| Các khu định cư Eo biển     | 1786 | 1946      | Penang trở thành một thuộc địa vương thất riêng trong Liên hiệp Mã Lai vào năm 1946, liên hiệp được tổ chức lại thành Liên bang Mã Lai vào năm 1948 và giành độc lập vào năm 1957; sau đó trở thành một phần của Malaysia vào năm 1963.                                                                                       |
| Các khu định cư Eo biển     | 1826 | 1946      | Singapore trở thành một thuộc địa vương thất riêng vào năm 1946, sau khi Các khu định cư Eo biển giải thể. |
| Các khu định cư Eo biển     | 1826 | 1946      | Malacca trở thành một thuộc địa vương thất riêng within Liên hiệp Mã Lai vào năm 1946, which re-organised với tên Liên bang Mã Lai vào năm 1948 và giành độc lập vào năm 1957; sau đó trở thành một phần của Malaysia vào năm 1963.                                                                                           |
| Các khu định cư Eo biển     | 1857 | 1946      | Quần đảo Cocos (Keeling) trở thành một phần của Thuộc địa Singapore vào năm 1946. |
| Các khu định cư Eo biển     | 1874 | 1937      | Dinding (ngày nay là Manjung) trở thành một phần của Các bang Liên bang Mã Lai vào năm 1937. Các bang Liên bang Mã Lai sau đó trở thành một phần của Liên hiệp Mã Lai vào năm 1946; Liên hiệp Mã Lai became Liên bang Mã Lai vào năm 1948 và giành độc lập vào năm 1957; sau đó trở thành một phần của Malaysia vào năm 1963. |
| Các khu định cư Eo biển     | 1888 | 1946      | Đảo Giáng Sinh trở thành một phần của Thuộc địa Singapore vào năm 1946. |
| Các khu định cư Eo biển     | 1906 | 1946      | Labuan Trở thành một phần của Thuộc địa Singapore vào năm 1946. |
| Tasmania                    | 1803 | 1901      | Van Diemen's Land từ năm 1803 đến năm 1856. Từng là một phần của New South Wales từ năm 1803 đến năm 1825, khi tạo ra một thuộc địa độc lập. Trở thành một phần của Thịnh vượng chung Úc vào năm 1901. |
| Thượng Canada               | 1791 | 1841      | Trở thành một phần của Tỉnh Canada vào năm 1841. |
| Đảo Vancouver               | 1848 | 1866      | Hợp nhất với Columbia thuộc Anh vào năm 1866, Columbia thuộc Anh sau đó sát nhập vào Canada. |
| Victoria                    | 1851 | 1901      | Trở thành một phần của Thịnh vượng chung Úc vào năm 1901. |
| Virginia                    | 1624 | 1776      | Trở thành một phần của Hợp chúng quốc Hoa Kỳ vào năm 1776. |
| Tây Úc                      | 1829 | 1901      | Thuộc địa Sông Swan từ năm 1829 đến năm 1832. Trở thành một phần của Thịnh vượng chung Úc vào năm 1901. |
| Tây Florida                 | 1763 | 1783      | Nhượng địa cho Tây Ban Nha, sau đó trở thành một phần của Hoa Kỳ. |

Nguồn:  Bài viết này lấy nguồn từ tài liệu của một xuất bản phẩm hiện nay đang nằm trong phạm vi công cộng: Great Britain Her Majesty's Stationery Office. Chronological table of the statutes. Her Majesty's Stationery Office, London part of the Office of Public Sector Information.